# Municipio de Mound (condado de McPherson)
El municipio de Mound (en inglés: Mound Township) es un municipio ubicado en el condado de McPherson en el estado estadounidense de Kansas. En el año 2010 tenía una población de 2301 habitantes y una densidad poblacional de 24,79 personas por km².

## Geografía
El municipio de Mound se encuentra ubicado en las coordenadas 38°12′50″N 97°31′54″O / 38.21389, -97.53167. Según la Oficina del Censo de los Estados Unidos, el municipio tiene una superficie total de 92.83 km², de la cual 92,67 km² corresponden a tierra firme y (0,17 %) 0,16 km² es agua.

## Demografía
Según el censo de 2010, había 2301 personas residiendo en el municipio de Mound. La densidad de población era de 24,79 hab./km². De los 2301 habitantes, el municipio de Mound estaba compuesto por el 96,83 % blancos, el 0,35 % eran afroamericanos, el 0,35 % eran amerindios, el 0,13 % eran asiáticos, el 1,09 % eran de otras razas y el 1,26 % eran de una mezcla de razas. Del total de la población el 3,13 % eran hispanos o latinos de cualquier raza.